# Escuela de Ámsterdam

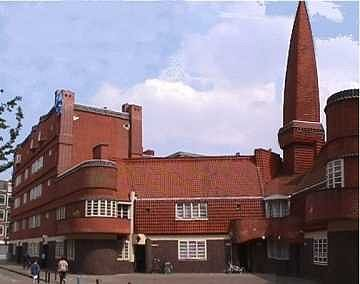
Het Schip, de Michel de Klerk, Ámsterdam (1917-20).

La Escuela de Ámsterdam fue un movimiento arquitectónico ligado al expresionismo que se desarrolló en la ciudad de Ámsterdam (Países Bajos) entre 1915 y 1930.
Se trata de un grupo de arquitectos con inquietudes comunes, unidos estilísticamente con los arquitectos expresionistas alemanes, con quienes compartían el gusto por el ladrillo visto y un diseño innovador y vanguardista. Aun así, se contraponían al coetáneo movimiento De Stijl y su uso de nuevos materiales como el acero y el vidrio.
Su estilo artístico estaba influido en buena medida por el racionalismo de Hendrik Petrus Berlage, del que sin embargo rechazaban su sobriedad, y del que adoptaron principalmente su empleo del ladrillo combinado con el hormigón. También recibieron cierta influencia del Art Nouveau, especialmente Henry van de Velde y Antoni Gaudí, de los que asimilaron su gusto por las formas naturales y los estilos exóticos de fuera de Europa.
Sus principales miembros fueron Michel de Klerk, Pieter Lodewijk Kramer y Johan van der Mey, que contribuyeron en gran manera al desarrollo urbanístico de Ámsterdam, con un estilo orgánico inspirado en la arquitectura tradicional holandesa, en el que destacaban las superficies onduladas. Sus principales obras fueron el Scheepvaarthuis (Van der Mey , 1911-1916) y el Eigen Haard Estate (De Klerk, 1913-1920).